# بالگرد گوکبی

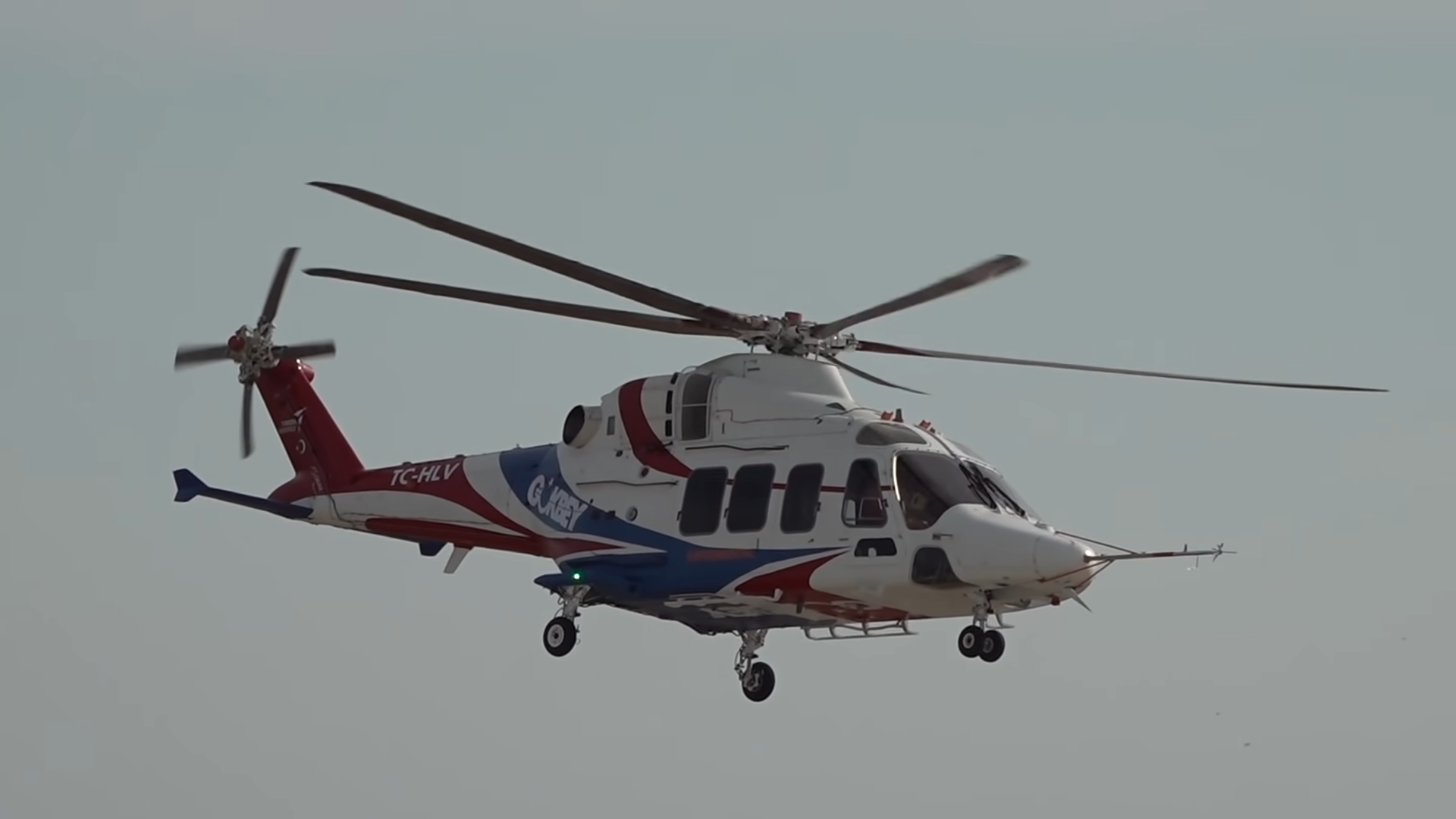
نمونه در حال پرواز

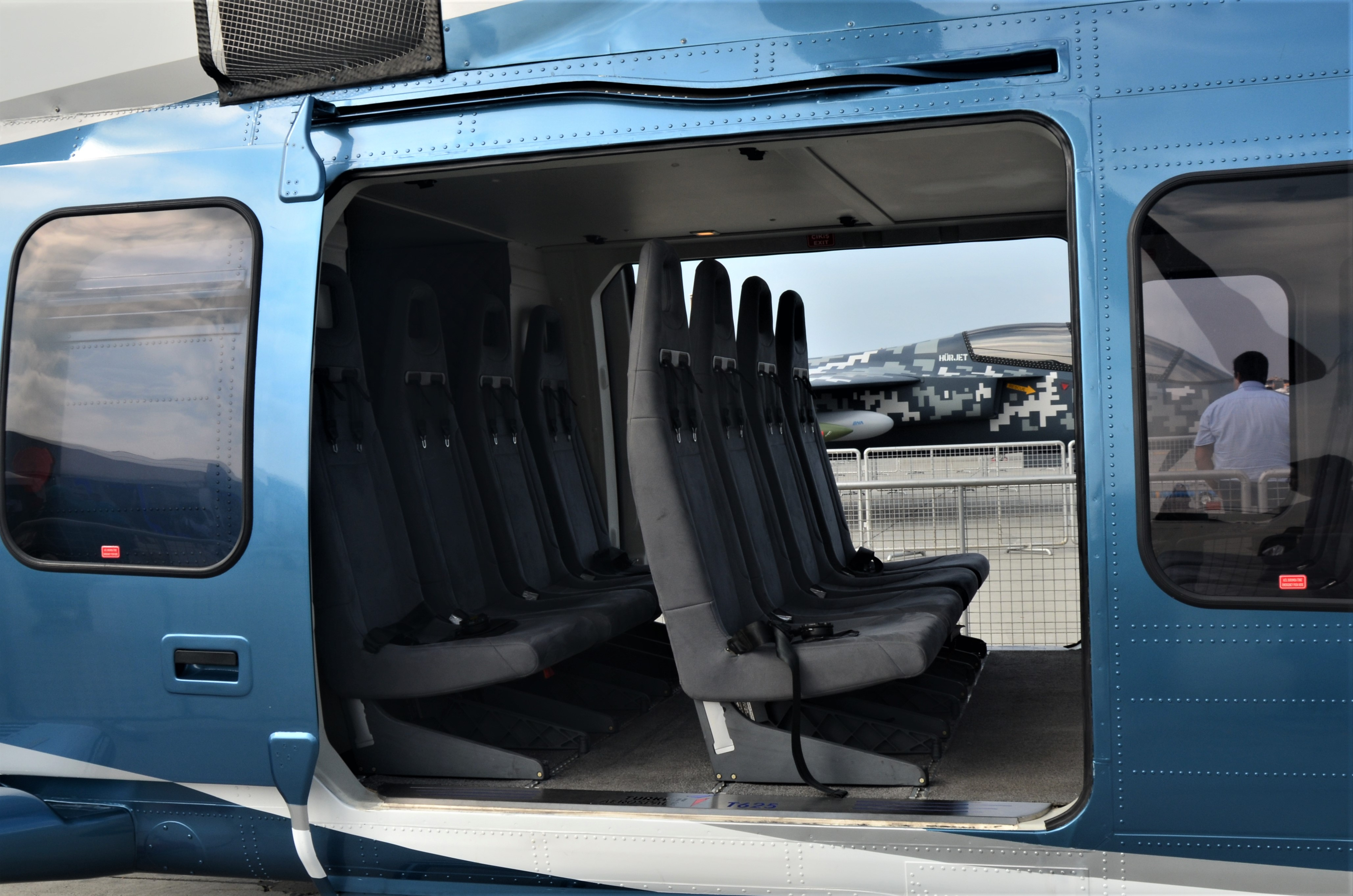
داخل

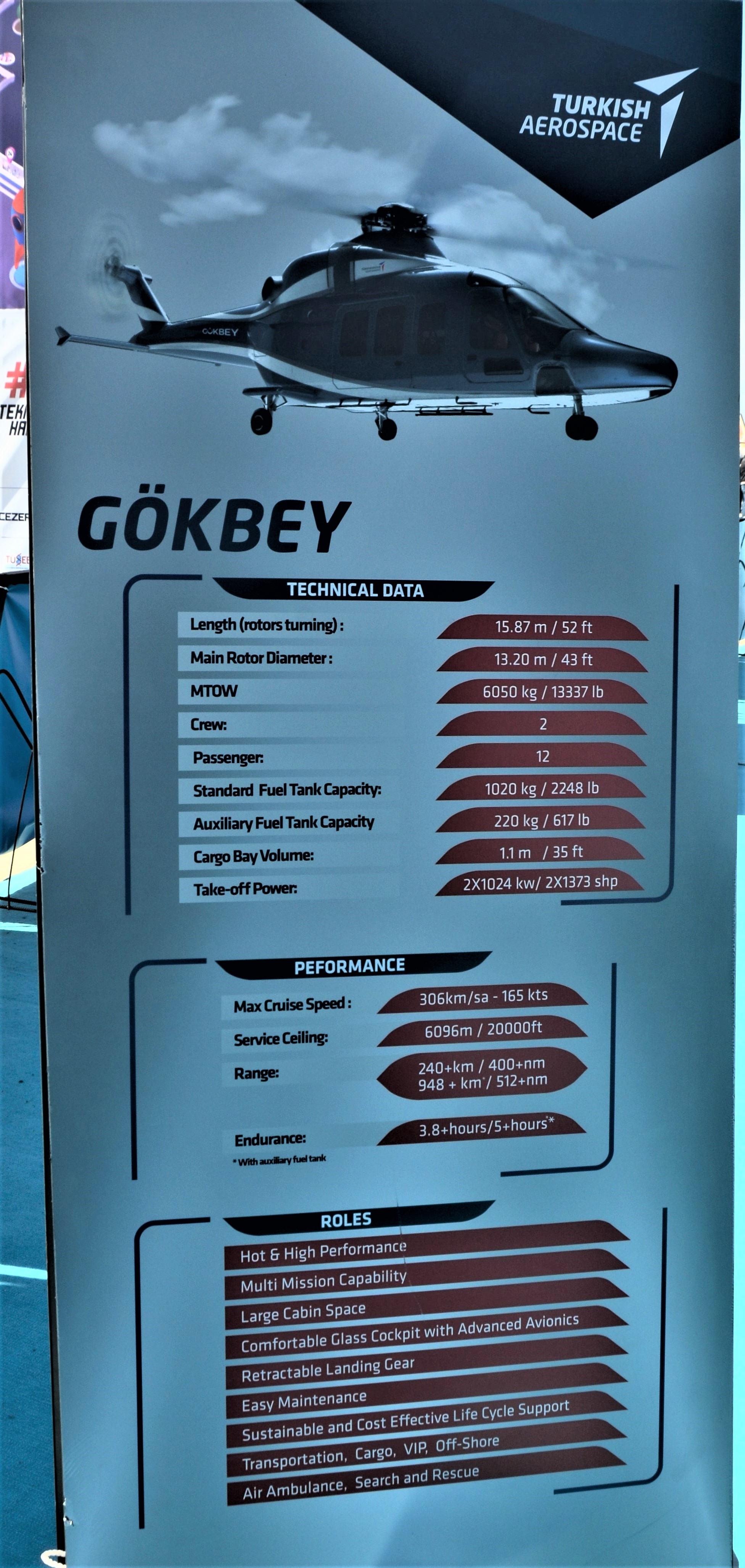
مشخصات

بالگرد تای تی۶۲۵ گوکبی (به انگلیسی: TAI T625 Gökbey) یک هلیکوپتر سبک دو موتوره است که توسط صنایع هوافضای ترکیه ساخته شده‌است. معاونت صنایع دفاع ترکیه در نظر دارد پلت فرم جدید را به نیروهای مسلح ترکیه و کشورهای همکار ارائه دهد.

## طراحی و توسعه
صنایع هوافضای ترکیه مطالعات اولیه طراحی را در سال ۲۰۱۰ آغاز کرد. کار روی پروژه در سال ۲۰۱۳ آغاز شد، زمانی که معاونت صنایع دفاع قراردادی را با صنایع هوافضای ترکیه برای توسعه یک هلیکوپتر چند منظوره کلاس ۶ تن برای عملیات زمینی امضا کرد. Alp Aviation مسئول تولید و مونتاژ ارابه فرود، گیربکس و اجزای دینامیک است، در حالی که CESA اسپانیا برای تأمین سیستم‌های هیدرولیک انتخاب شد.
بالگرد وزنی معادل ۵ تن دارد و از دو موتور LHTEC CTS800 استفاده می‌کند. CTS800 به دلیل اشتراک با TAI/AgustaWestland T129 انتخاب شد. TUSAS Engine Industries نسل بعدی موتور بومی را برای T625 با نام TEI TS1400 توسعه داده‌است. اولین تحویل TEI TS1400 در ۵ دسامبر ۲۰۲۰ اتفاق افتاد.
T625 دارای یک سیستم کنترل پرواز خودکار اضافی دو محوره چهار محوره، همراه با کابین خلبان شیشه ای ASELSAN با دو صفحه نمایش لمسی یکپارچه یکپارچه (8x20 اینچ) و دو واحد کنترل فرمان لمسی با صفحه لمسی (8x10 اینچ) است. قادر به عملیات IFR و VFR تک خلبان، عملیات شبانه و پرواز در شرایط یخبندان طراحی شده‌است. صنایع دفاع ترکیه تأیید کرده‌است که تعداد زیادی پتنت برای زیرسیستم‌های مختلف مورد استفاده در T625 به دست آورده‌است.
در ۶ سپتامبر ۲۰۱۸، نمونه اولیه با نام TC-HLP اولین پرواز خود را در آنکارا انجام داد.

## مشخصات فنی

### خصوصیات عمومی
- خدمه: ۲
- ظرفیت: ۱۲ مسافر
- طول: ۱۵٫۸۷ متر (۵۲ فوت ۱ اینچ)
- حداکثر وزن برخاست: ۶۰۵۰ کیلوگرم (۱۳۳۳۸ پوند)
- نیروگاه: ۲ × LHTEC CTS800-4A, (TEI TS1400 برنامه‌ریزی شده برای سال ۲۰۲۴) موتور توربوشفت، هر کدام ۱۰۲۴ کیلووات (۱۳۷۳ اسب بخار)
- قطر روتور اصلی: ۱۳٫۲ متر (۴۳ فوت ۴ اینچ)

### کارایی
- حداکثر سرعت: ۳۰۶ کیلومتر بر ساعت (۱۹۰ مایل در ساعت، ۱۶۵ کیلونیوتن)
- سرعت کروز: ۲۷۸ کیلومتر بر ساعت (۱۷۳ مایل در ساعت، ۱۵۰ کیلونیون)
- برد: ۷۴۰ کیلومتر (۴۶۰ مایل، ۴۰۰ نانومیل) +
- استقامت: ۳ ساعت و ۴۸ دقیقه
- سقف پرواز: ۶۰۹۶ متر (۲۰۰۰۰ فوت)